# Agoliinus sigmoideus
Agoliinus sigmoideus är en skalbaggsart som beskrevs av Van Dyke 1918. Agoliinus sigmoideus ingår i släktet Agoliinus och familjen Aphodiidae. Inga underarter finns listade i Catalogue of Life.